# Piero Sraffa
Piero Sraffa (Torino, 1898. augusztus 5. – Cambridge, 1983. szeptember 3.) olasz közgazdász. A neoricardiánus közgazdaságtan megalapítója.

## Nézetei
Sraffát Keynes azzal bízta meg Cambridge-ben, hogy dolgozza fel David Ricardo hagyatékát. Ezt meg is tette, de közben kidolgozta a neoricardiánus iskolát, amely Ricardo nézeteire alapozva mond a modern kor számára is releváns dolgokat.
Lényegi műve az Áruk termelése más áruk által című. Ez a könyv tulajdonképpen pontot tett a két Cambridge tőkevitája elnevezésű közgazdasági vitára.

## Magyarul megjelent művei
- Áruk termelése áruk révén. Előjáték a közgazdasági elmélet bírálatához; ford. Major Iván; Közgazdasági és Jogi, Bp., 1975